# Peter Žonta
Peter Žonta (Ljubljana, 1979. január 9.) szlovén síugró, 1996 és 2005 között versenyzett. Bronzérmet nyert a 2002-es téli olimpián Salt Lake Cityben a csapatversenyben, a nagysáncon.
Žonta 2004-ben győzött az innsbrucki egyéni Világkupa-futamon. Abban az idényben a 10. helyen végzett az összetett Világkupában. A következő idényben nem tudta megismétleni a sikeres szereplést, így tulajdonképpen 2005 nyarán visszavonult. Egyesületének hivatalosan még mindig tagja.